# (213894) 2003 TP2
(213894) 2003 TP2 (2003 TP2, 1999 XA100) — астероїд головного поясу, відкритий 8 жовтня 2003 року.
Тіссеранів параметр щодо Юпітера — 3,387.